# Eminiazanger
De eminiazanger (Eminia lepida) is een zangvogel uit de familie Cisticolidae.

## Verspreiding en leefgebied
Deze soort komt voor in noordoostelijk Congo-Kinshasa, zuidelijk Zuid-Soedan, Kenia, noordelijk Tanzania, Burundi, Rwanda en Oeganda.

## Status
De grootte van de populatie is niet gekwantificeerd maar de soort wordt omschreven als zeldzaam tot algemeen. Op de Rode lijst van de IUCN heeft deze soort de status niet bedreigd.